# Suvi West
Suvi West, född 14 januari 1982 i Kittilä i Finland, är en samisk filmregissör.
Hon växte upp som Doavtter-Piera Suvi Máret i en samisk miljö i Karigasniemi, gick i samiskspråkig skola och studerade multimedia vid sameområdets utbildningscentrum i Enare. West hade en av huvudrollerna i komediserien Märät säpikkäät som sändes på Yle TV2 2012–2013.
Vid Docpointfestivalen i Helsingfors år 2016 utsågs Suvi Wests film Spárrooabbán, som handlar om hennes lesbiska syster, till publikfavorit.  
Hennes nästa dokumentärfilm Eatnameamet – Vår tysta kamp om samernas situation i Finland tog fem år att filma och hade premiär på Docpoint 2021.  Filmen belönades med publikens pris och Kyrkans mediestiftelses pris på Tammerfors filmfestival samma år.

## Filmografi
- 2016 – Spárrooabbán (Jag och min lillasyster)[8]
- 2021 – Eatnameamet – Vår tysta kamp[9]
- 2023 – Máhccan[10]